# Schwimmbad+Sauna
Schwimmbad+Sauna ist eine deutsche Special-Interest-Zeitschrift für Hausbesitzer und Bauherren, die sich mit dem Einbau von Schwimmbädern, Naturpools, Whirlpools, Saunen, Dampfbädern und Wellnessanlagen beschäftigen oder deren Erneuerung oder Erweiterung planen.